# El Paraíso, Metlatónoc
El Paraíso är en ort i Mexiko.   Den ligger i kommunen Metlatónoc och delstaten Guerrero, i den sydöstra delen av landet, 240 km söder om huvudstaden Mexico City. El Paraíso ligger 1 662 meter över havet och antalet invånare är 109.
Terrängen runt El Paraíso är kuperad åt nordväst, men åt sydost är den bergig. Runt El Paraíso är det ganska glesbefolkat, med 43 invånare per kvadratkilometer. Närmaste större samhälle är Xalpatlahuac, 19,2 km nordväst om El Paraíso. I omgivningarna runt El Paraíso växer huvudsakligen savannskog.